# Partido de la Justicia Social
El Partido de la Justicia Social es un partido político democrático y progresista de Egipto. Reivindica la igualdad de deberes y derechos para todos los ciudadanos, promoviendo los principios de lealtad a la Patria y de justicia para todos los ciudadanos.
El partido presentó tres candidatos a las elecciones parlamentarias de 2000.

## Plataforma
- Mantención de la unidad nacional y la paz social, promoviendo los principios de la democracia y el socialismo, así como protegiendo las conquistas de la clase obrera y los campesinos.
- La Sharia islámica como fuente principal de legislación.
- Promoción del respeto entre los partidos de gobierno y de oposición.
- Igualdad de derechos para todos los ciudadanos.